# Dessauer SV ZAB
Der Dessauer SV ZAB war ein Sportverein aus Dessau. Er war der Nachfolger der Betriebssportgemeinschaft BSG ZAB Dessau und verfügte über eine bekannte Handballabteilung. 

## Geschichte
Nach der Wende wurde der Dessauer SV ZAB im Jahr 1990 als Nachfolger der BSG ZAB Dessau gegründet. Zudem sieht sich der Verein als der Nachfolger des Dessauer SV 98, welcher nach dem Zweiten Weltkrieg aufgelöst wurde. An die fußballerischen Erfolge des Dessauer SV 98 konnte der neue Verein nicht anknüpfen. Im Gegensatz dazu konnte die Handballabteilung aber an die Erfolge der Betriebssportgemeinschaft in der DDR anknüpfen. In der Saison 1989/90 steig die Betriebssportgemeinschaft in die DDR-Oberliga auf und der Dessauer SV ZAB nahm die Möglichkeit der Teilnahme an der letzten Saison der DDR-Oberliga wahr.
Die Dessauer Handballer beendeten die Saison 1990/91 auf den achten Platz und qualifizierten sich damit für die Handball-Bundesliga. Sie wurden in die Staffel Süd eingeteilt und belegten am Ende der Saison den zwölften Platz. Damit konnten die Dessauer die Klasse nicht halten und mussten in die 2. Bundesliga absteigen. In der Staffel Mitte der 2. Bundesliga 1992/93 belegten sie hinter dem OSC 04 Rheinhausen und dem HSV Suhl und verpassten damit den direkten Wiederaufstieg. In der nun zweigleisigen 2. Bundesliga belegte die Mannschaft aus Dessau bis zur Saison 1995/96 immer Mittelfeldplätze.
Nach der Saison verließ die Handballabteilung den Dessauer SV ZAB aufgrund der finanziellen Probleme des Vereins und gründeten den Dessauer HV. Die anderen Abteilungen gründeten nach der Insolvenz des Verein im Jahr 1997 den Dessauer SV 97, welcher wie der Dessauer SV ZAB ein Mehrspartenverein ist.

## Statistik
- Teilnahme an der DDR-Oberliga: 1990/91
- Teilnahme an der Bundesliga: 1991/92